# Fardella
Fardella ist eine süditalienische Gemeinde (comune) in der Provinz Potenza in der Basilikata und zählt 570 Einwohner (Stand am 31. Dezember 2023). Die Gemeinde liegt etwa 66 Kilometer südsüdöstlich von Potenza im Nationalpark Pollino und gehört zur Comunità Montana Alto Sinni.

## Verkehr
Entlang des Sinni verläuft die Strada Statale 653 della Valle del Sinni von Lauria nach Policoro.

## Städtepartnerschaft
Es besteht eine Partnerschaft mit der brandenburgischen Gemeinde Rangsdorf.